# ژان فوکه
ژان فوکه (به فرانسوی: Jean (or Jehan) Fouquet) نقاش مشهور اهل فرانسه در سدهٔ ۱۵ میلادی بود.
او نخستین هنرمند فرانسوی بود که به ایتالیا رفت و از هنر دورهٔ رنسانس تجربه کسب کرد. سبک نقاشی‌های وی، چهره‌نگاری مینیاتور و تذهیب بود.

## زندگی‎ شخصی

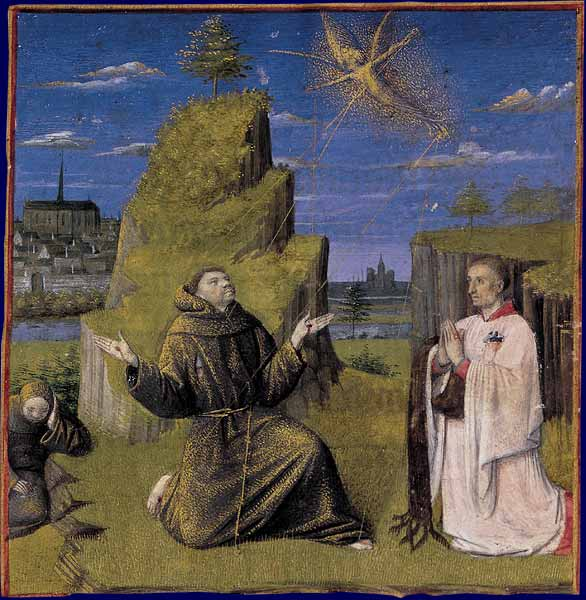
نقاشی زیبا از ژان فوکه

ژان در تور به دنیا آمد. از زندگی ژان فوکه اطلاعات کمی در دست است ولی مسلم است که پیش از ۱۴۴۷ در ایتالیا بود، هنگامی که تصویر پاپ اوژن چهارم را که در همان سال درگذشت، طراحی کرد. این پرتره فقط در نسخه‌های بعدی آن باقی مانده است.
وی پس از بازگشت به فرانسه ضمن حفظ احساسات فرانسوی خود، عناصر سبک توسکانی را که در طول دوره خود در ایتالیا به دست آورده بود، به سبک Van Eyck پیوند داد، و اساس هنر فرانسه قرن پانزدهم را شکل داد و بنیان‌گذار یک مدرسه مهم جدید شد.

## نگارخانه

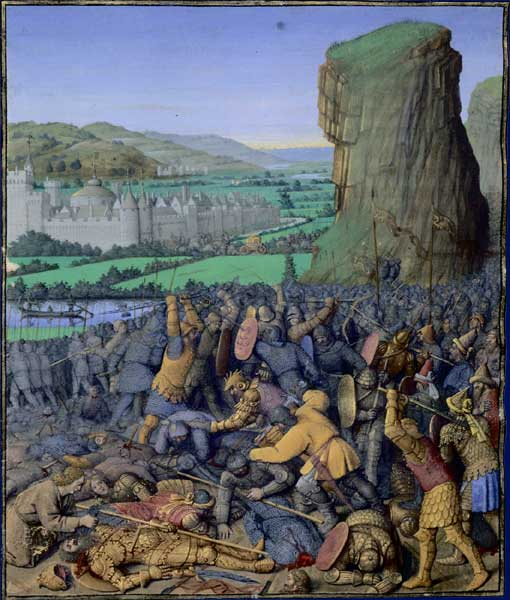
نبرد گیلبائو
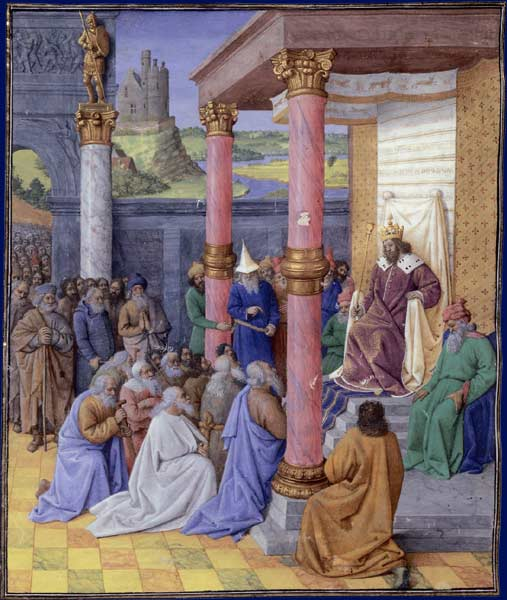
یهودیان در نزد کوروش بزرگ
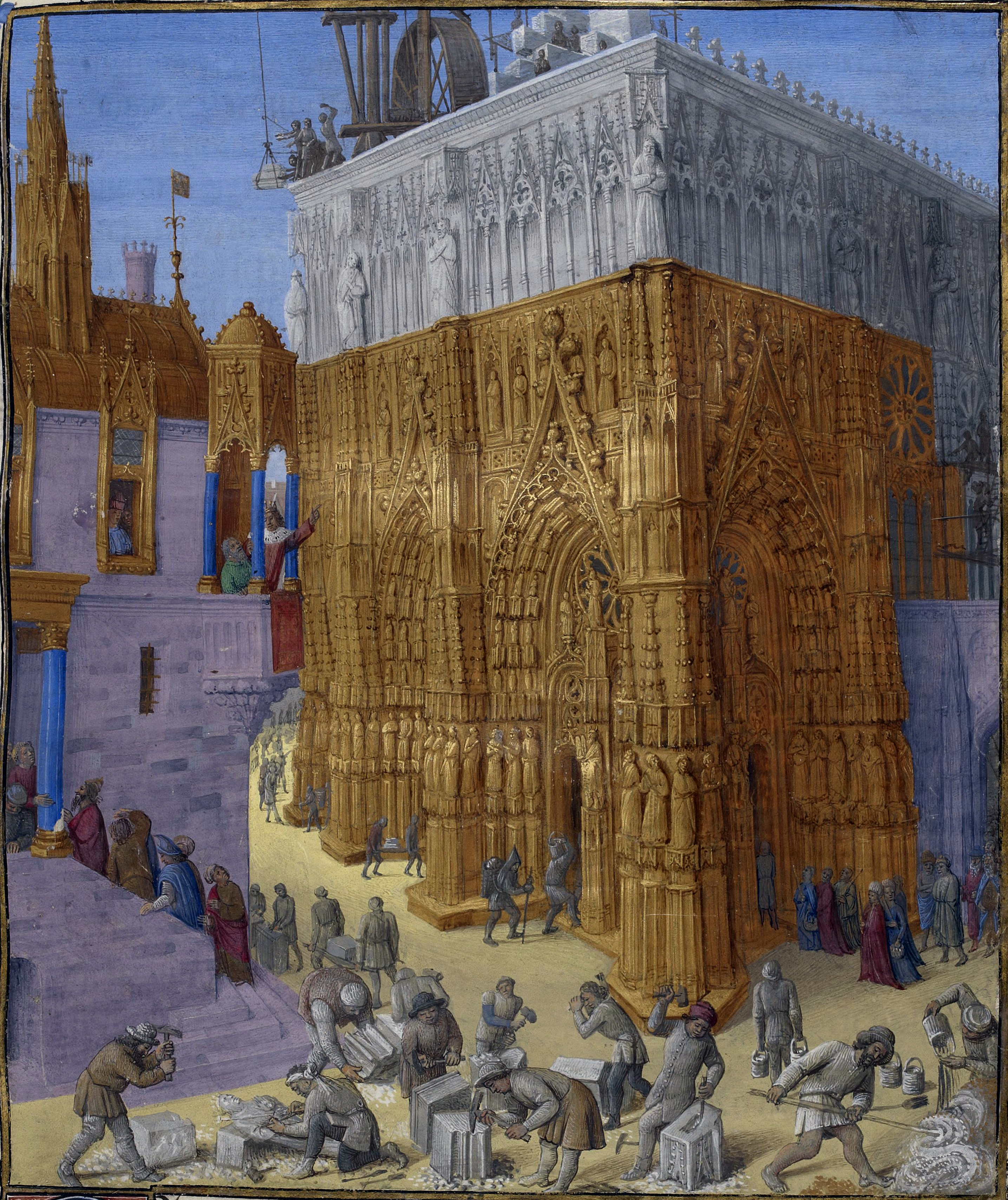
ساختمان پرستش‌گاه اورشلیم
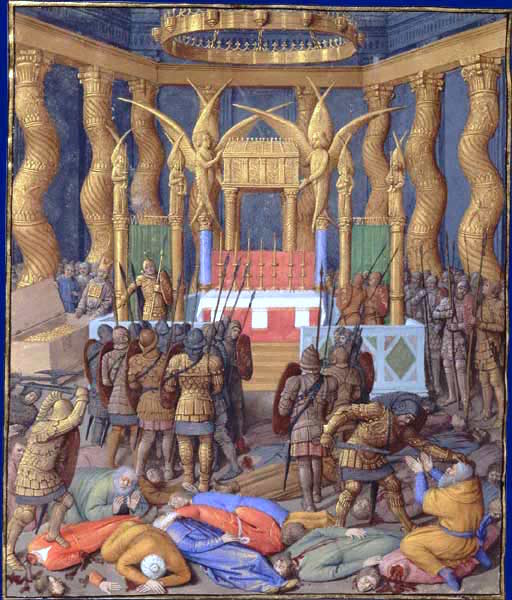
پومپه در پرستش‌گاه اورشلیم
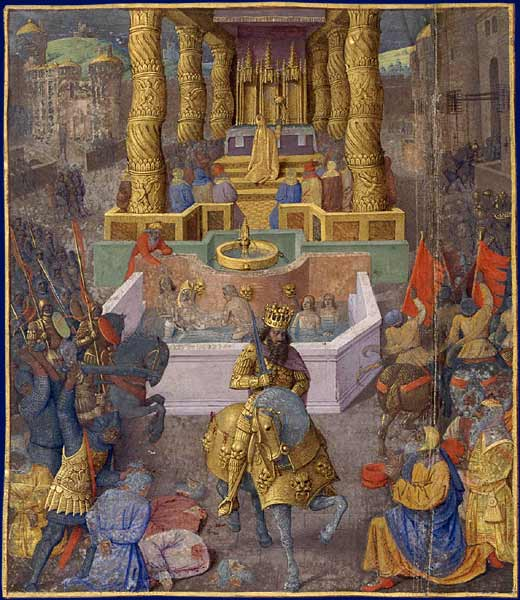
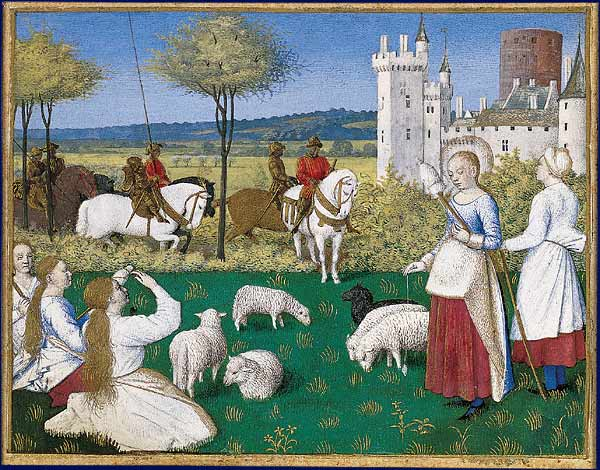
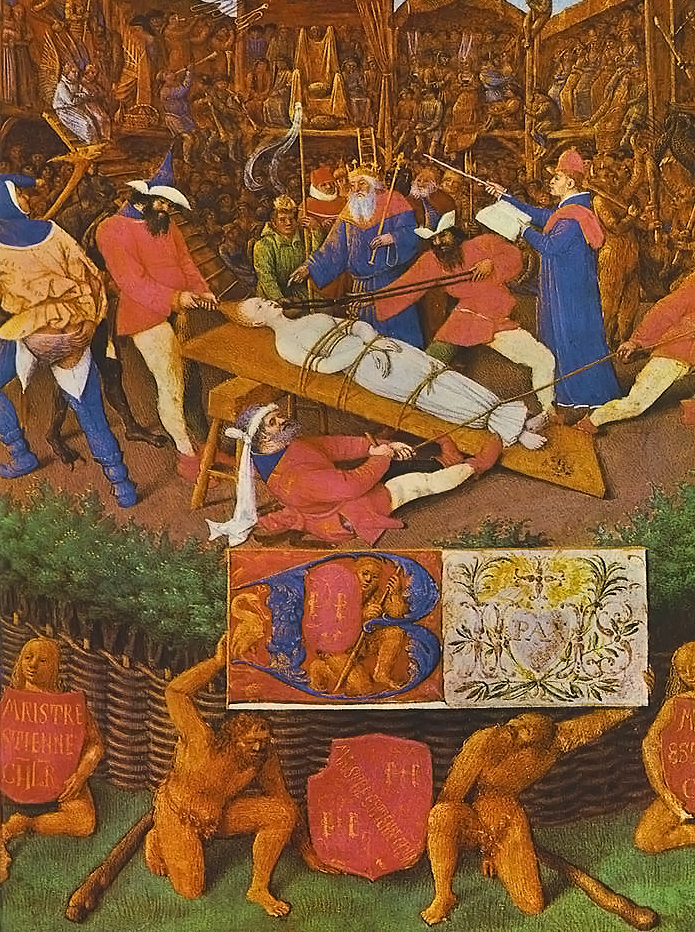
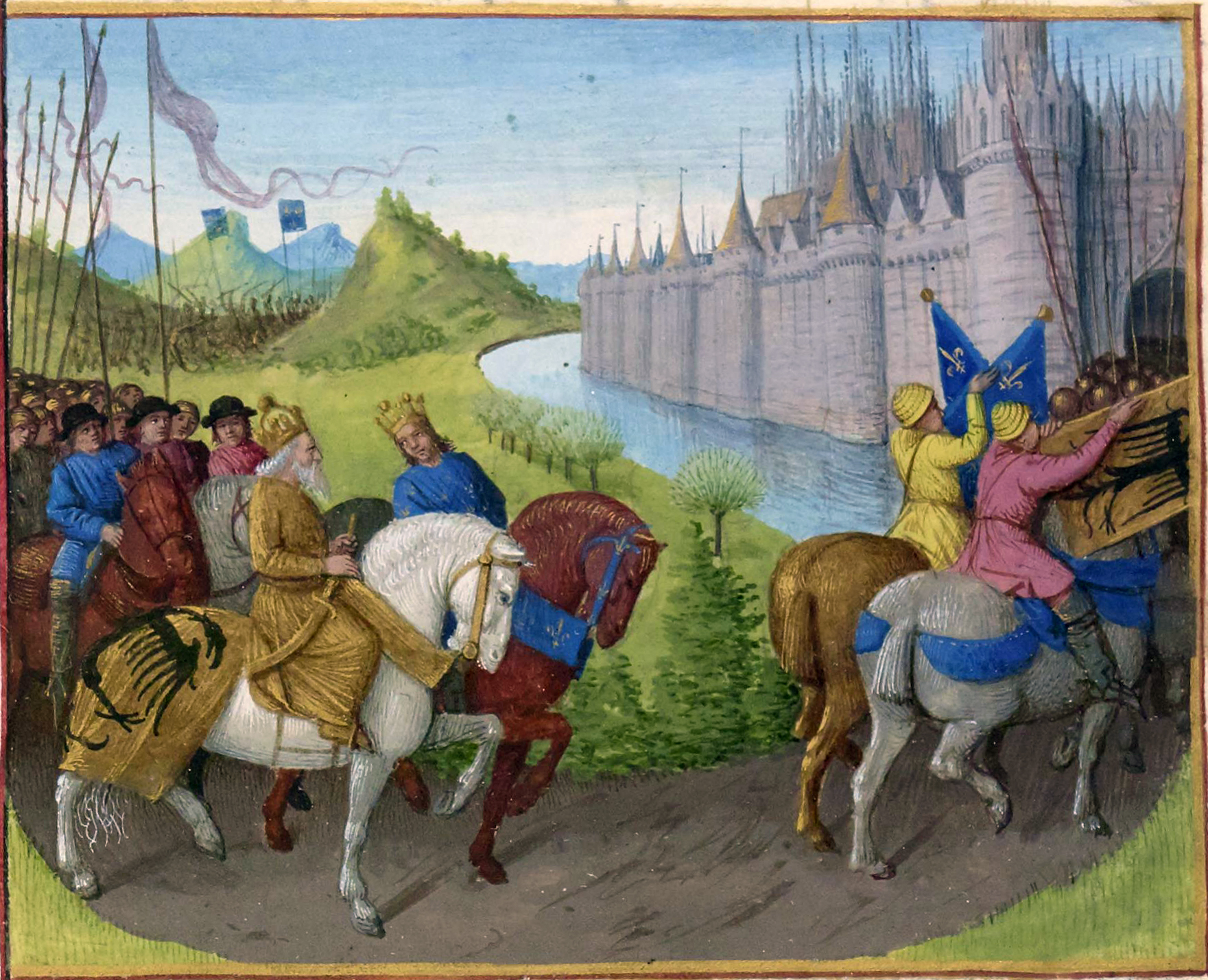
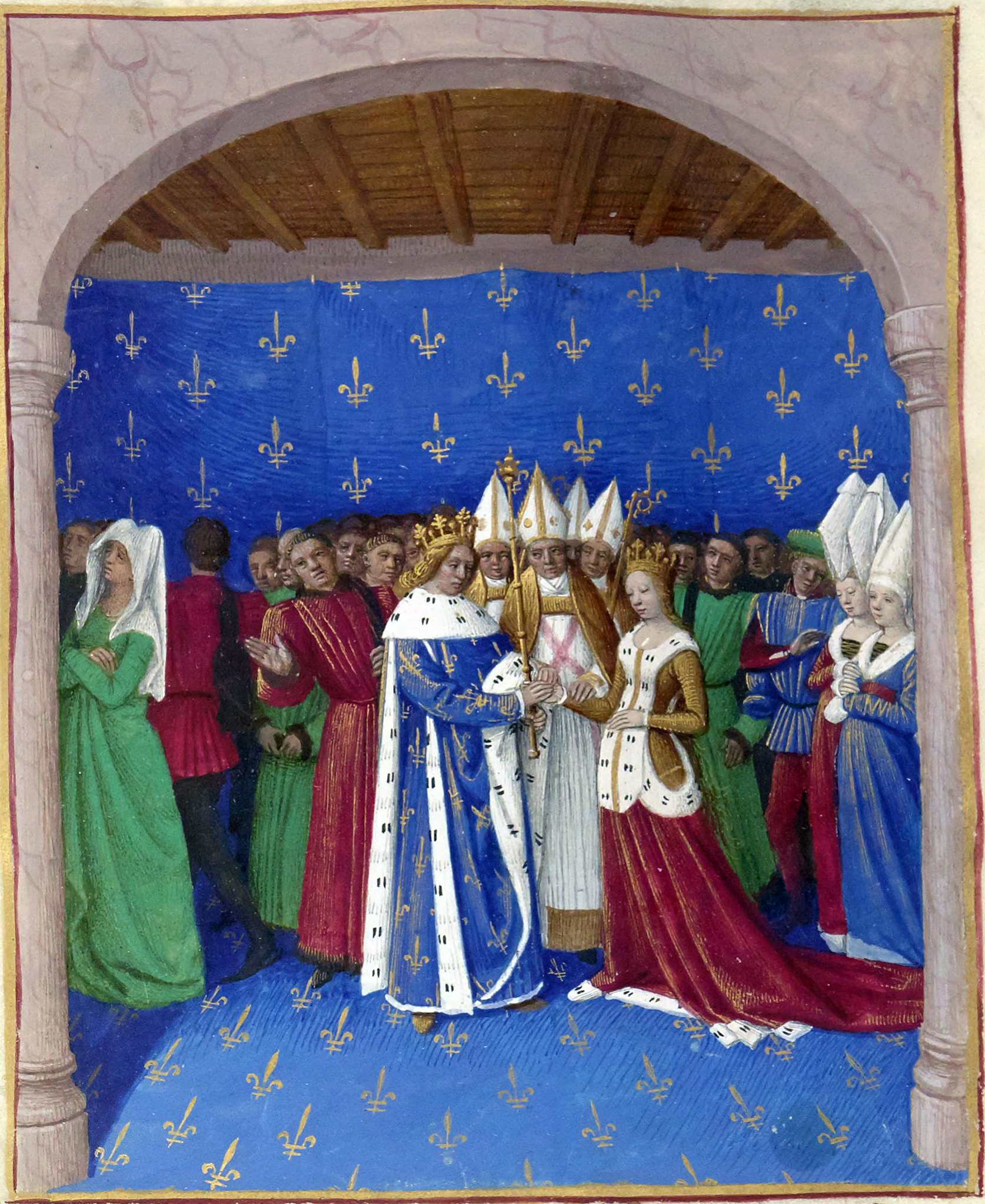
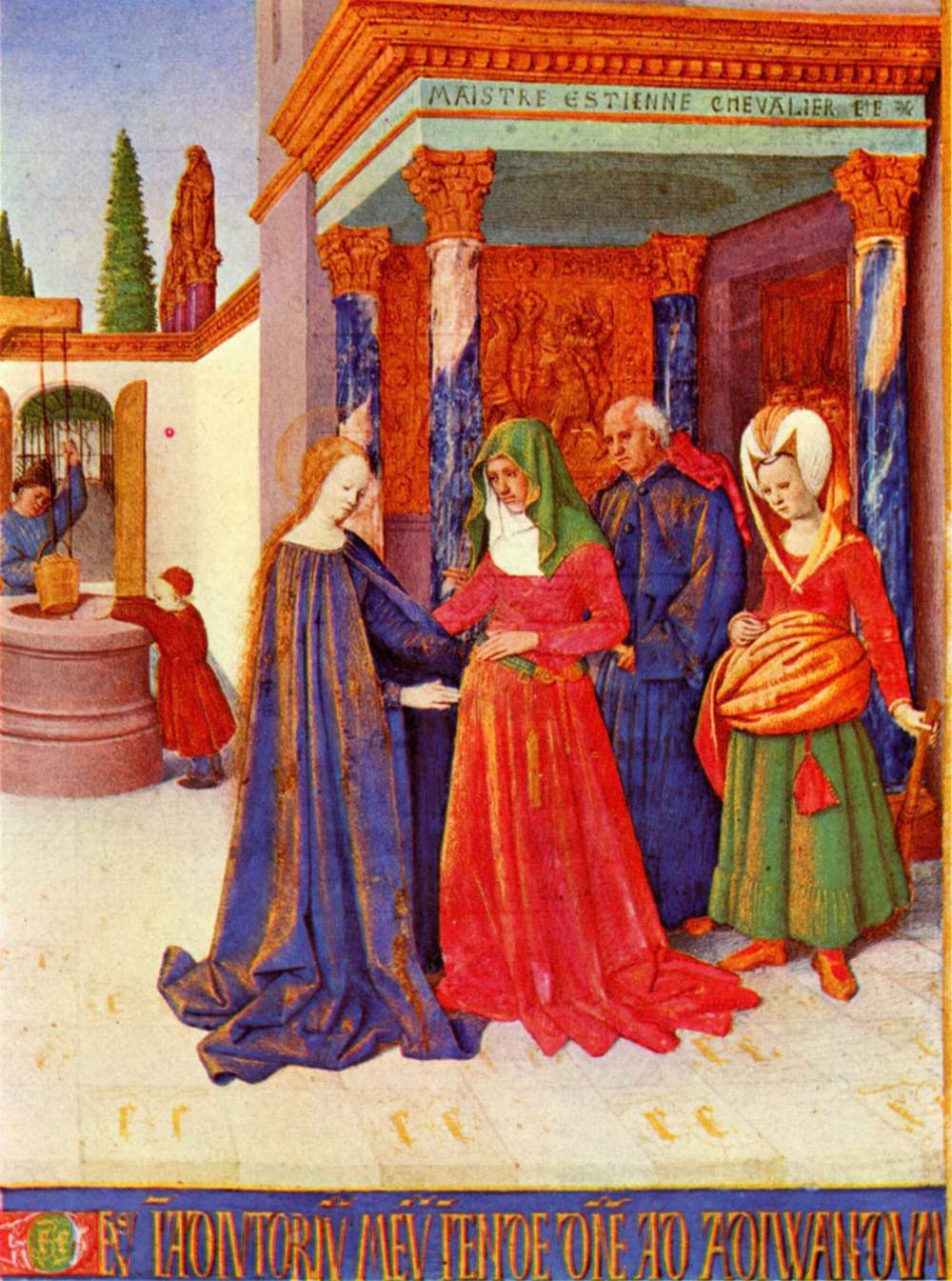
Livre d'Heures
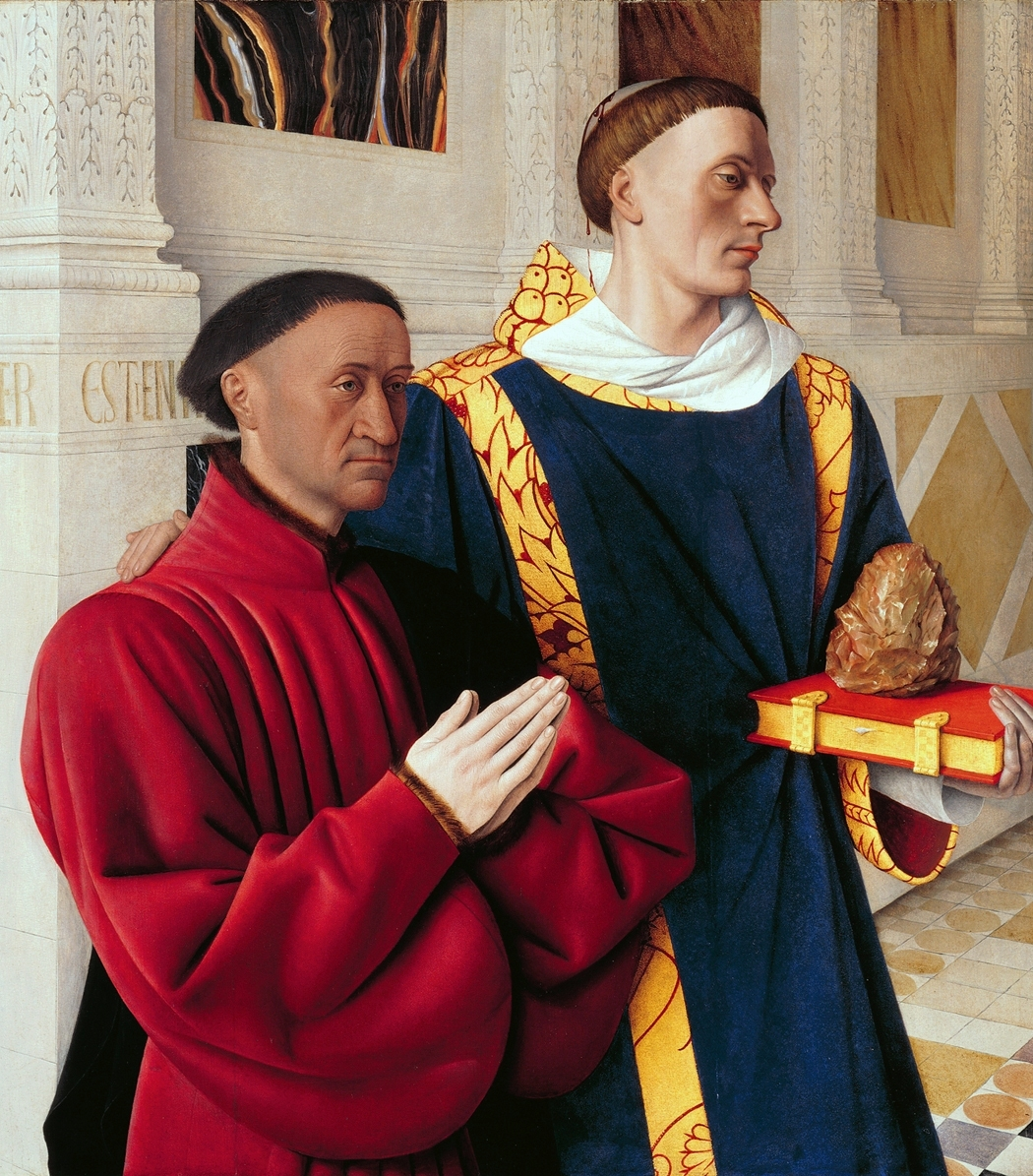
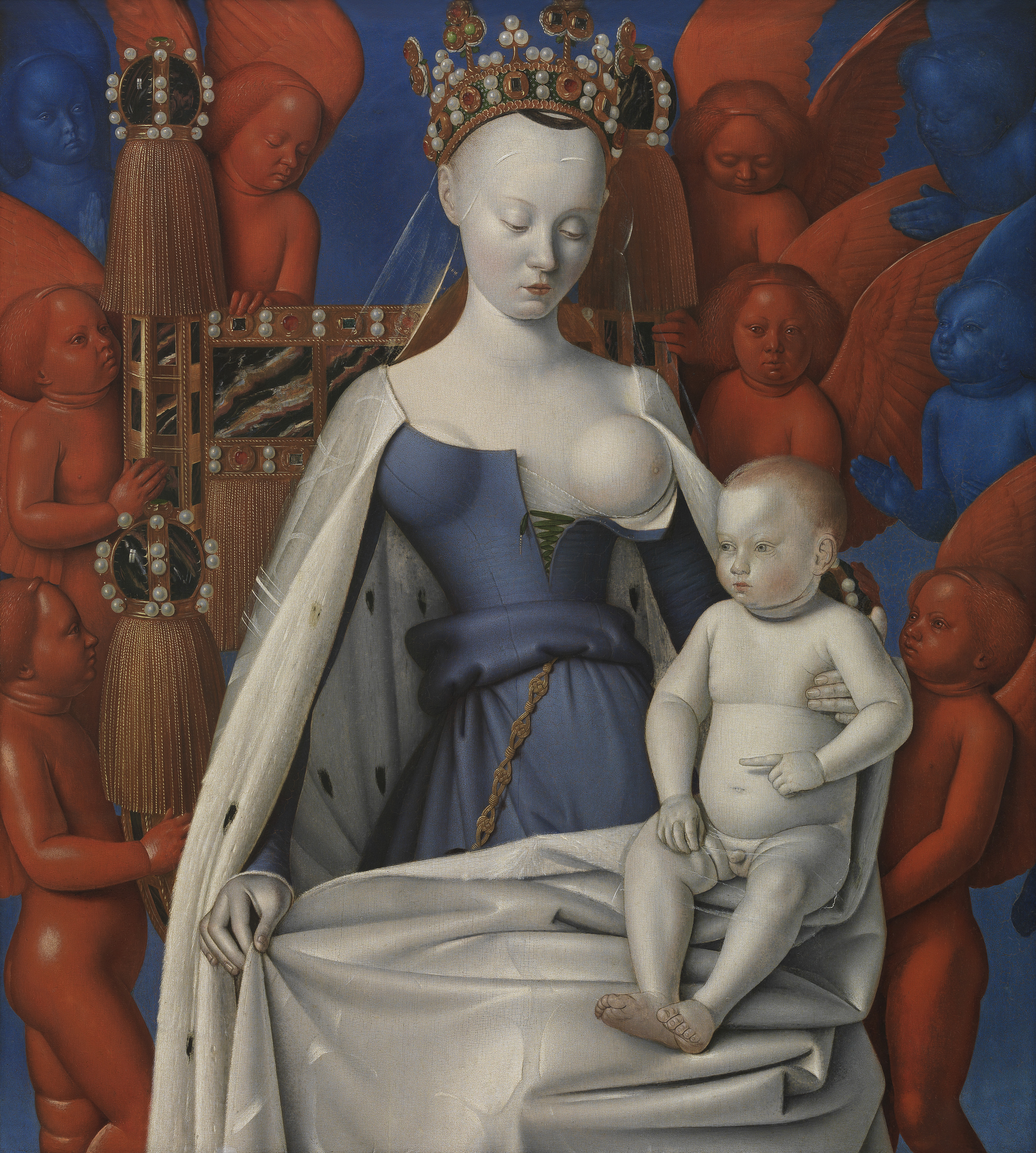
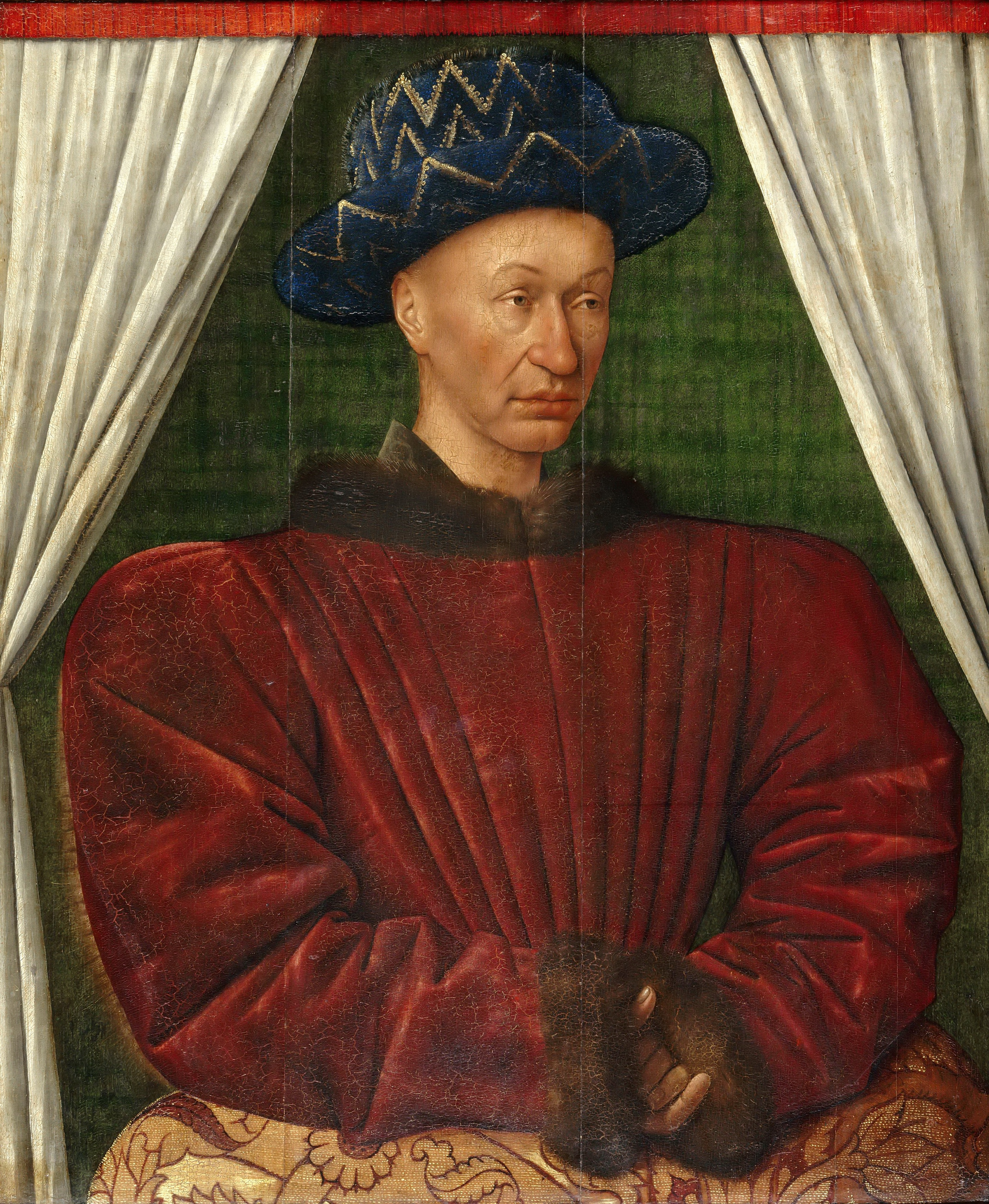
پرترهٔ شارل هفتم
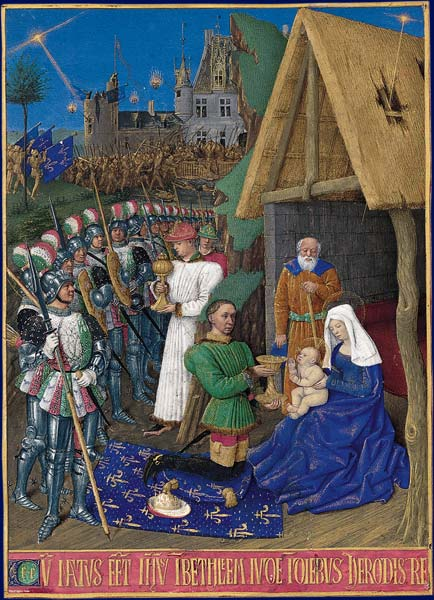
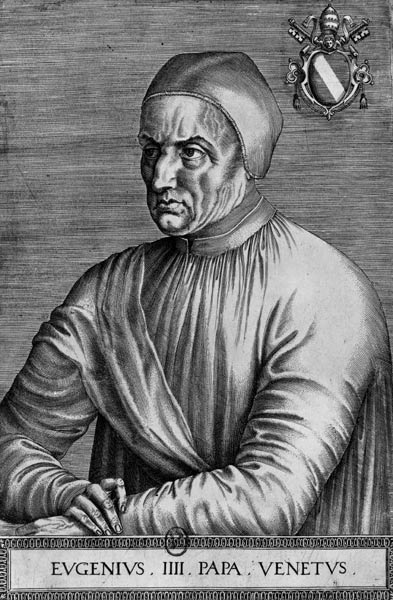
رونوشت پرتره‌ای از اوژن چهارم